# Racing demon
Racing demon är ett kortspel som tillhör kategorin patiensspel, det vill säga patienser som är avsedda för mer än en person. Andra benämningar på spelet är blixtpatiens och hasty patience (eller, skämtsamt försvenskat, Hastiga Persson). Observera att namnet hasty patience även används om ett annat liknande spel, se Hasty patience. 
Deltagarna har varsin kortlek och lägger samtidigt varsin patiens, vilken går ut på att efter vissa regler flytta kort från de fem korthögar deltagarna har framför sig, eller från handen, till patiensens grundhögar, varmed menas de högar där essen ska läggas upp och sedan byggas på med kort i samma färg och i stigande valör. Grundhögarna är gemensamma för alla, och om flera spelare har möjlighet att lägga ett kort på samma grundhög gäller det att vara snabbast med att lägga dit sitt kort.
Spelet avslutas när någon av spelarna har lagt bort sitt sista kort, och därefter räknas poängen ut för varje spelare.